# جيري أكامينكو
جيري أكامينكو (بالإنجليزية: Jerry Akaminko) (2 مايو 1988 أكرا غانا - ) هو لاعب كرة قدم غاني .

## وصلات خارجية
جيري أكامينكو على موقع اتحاد تركيا (لاعب) (الإنجليزية)
- جيري أكامينكو على موقع قاعدة بيانات كرة القدم.إي يو (الإنجليزية)
- جيري أكامينكو على موقع ناشيونال فوتبول تيمز (الإنجليزية)
- جيري أكامينكو على موقع Soccerway.com (الإنجليزية)
- جيري أكامينكو على موقع عالم كرة القدم.نت (الإنجليزية)
- جيري أكامينكو على موقع AS.com (الإسبانية)